# Sinumelon finitinum
Sinumelon finitinum är en snäckart som beskrevs av Tom Iredale 1938. Sinumelon finitinum ingår i släktet Sinumelon och familjen Camaenidae. Inga underarter finns listade i Catalogue of Life.